# Namadi Sambo
Mohammed Namadi Sambo (ur. 2 sierpnia 1954 w Zarii) – nigeryjski polityk, gubernator stanu Kaduna w latach 2007-2010. Wiceprezydent Nigerii od 19 maja 2010 do 29 maja 2015. 

## Życiorys
Namadi Sambo urodził się w 1954 w Zarii w stanie Kaduna. W 1959 rozpoczął edukację w szkole podstawowej w tym mieście. W latach 1967–1971 uczęszczał do szkoły średniej Alhuda-Huda College w Zarii. W 1972 kształcił się w School of Basic Studies przy Uniwersytecie Ahmaddu Bello w Zarii, a w roku następnym dostał się na jego Wydział Architektury. W 1976 zdobył tytuł licencjata, a dwa lata później tytuł magistra architektury. Przez rok pracował w Ministerstwie Robót i Mieszkalnictwa Stanu Oyo. 
W 1979 rozpoczął pracę w nowo utworzonym Urzędzie Rozwoju Miejskiego Stanu Bauchi. W lutym 1986 został mianowany honorowym komisarzem rolnictwa w rządzie stanu Kaduna, będąc odpowiedzialnym za Stanowy Projekt Rozwoju Rolnictwa i obsługę programów pomocowych Banku Światowego. Nadzorował także wdrażanie projektów rozwoju leśnictwa i rezerw płodów rolnych. W 1988 objął funkcję honorowego komisarza pracy, transportu i mieszkalnictwa w rządzie lokalnym stanu Kaduna. W tym czasie nadzorował program rozbudowy sieci wodociągowych i elektryfikacji miast. 
W 1990 opuścił zajmowane stanowisko i rozpoczął działalność prywatną. Założył trzy firmy Coplan Associates, Nalada Nigeria Limited i Manyatta Engineering Service Limited, zajmujące się konsultacją, projektowaniem i wykonywaniem szerokich projektów infrastrukturalnych. W 1985 został członkiem Rady Architektów Nigerii, a w 2001 członkiem organizacji College of Fellows of the Nigerian Institute of Architects. 
Sambo był członkiem wielu organizacji handlowych i zawodowych. W 1999 wszedł w skład Nigeryjskiego Stowarzyszenia Zaopatrzenia Wodnego, następnie Izby Handlu, Przemysłu, Górnictwa i Rolnictwa Stanu Kaduna, Nigeryjsko-Kanadyjskiej Izby Handlu i Przemysłu oraz Francusko-Nigeryjskiej Izby Handlu i Przemysłu. W 1999 został członkiem Rady Zarządzającej Uniwersytetu Oyo, w 2000 członkiem Rady Dyrektorów Nigeryjskich Doków. Od 2001 do 2003 wchodził w skład Rady Dyrektorów Korporacji Nigeryjskich Kolei. 
W kwietniu 2007 wziął udział w wyborach lokalnych, w których wybrany został gubernatorem stanu Kaduna z ramienia rządzącej Ludowej Partii Demokratycznej (PDP). Stanowisko objął 29 maja 2007. 
13 maja 2010 prezydent Goodluck Jonathan nominował go na stanowisko wiceprezydenta Nigerii, które sam zwolnił po śmierci prezydenta Umaru Yar'Adui. Jego kandydatura została zatwierdzona przez obie izby Zgromadzenia Narodowego 18 maja 2010. 19 maja 2010 został zaprzysiężony na stanowisku.
W wyborach prezydenckich 16 kwietnia 2011 startował jako kandydat Ludowej Partii Demokratycznej (PDP) na urząd wiceprezydenta u boku prezydenta Jonathana. Wobec jego wygranej (zdobył 58,9% głosów), również on uzyskał reelekcję na stanowisku. W wyborach prezydenckich 28 i 29 marca 2015 ponownie ubiegał się o stanowisko wiceprezydenta u boku prezydenta Jonathana. Tym razem urzędujący prezydent przegrał z Muhammadu Buharim (45% głosów do 54% głosów). Namadi Sambo zajmował urząd wiceprezydenta do 29 maja 2015, kiedy zaprzysiężony został Yemi Osinbajo. 
Namadi Sambo jest żonaty, ma sześcioro dzieci.